# تپه ب الک
تپه ب الک مربوط به هزاره اول - دوران‌های تاریخی پس از اسلام است و در شهرستان کامیاران، بخش مرکزی، روستای الک واقع شده و این اثر در تاریخ ۱۰ مهر ۱۳۸۰ با شمارهٔ ثبت ۴۰۱۲ به‌عنوان یکی از آثار ملی ایران به ثبت رسیده است.